# UTC−7
| Süd-Sommer-/Nord-NormalzeitSeegebiet | Nord-Sommer-/Süd-NormalzeitStandardzeit ganzjährig |

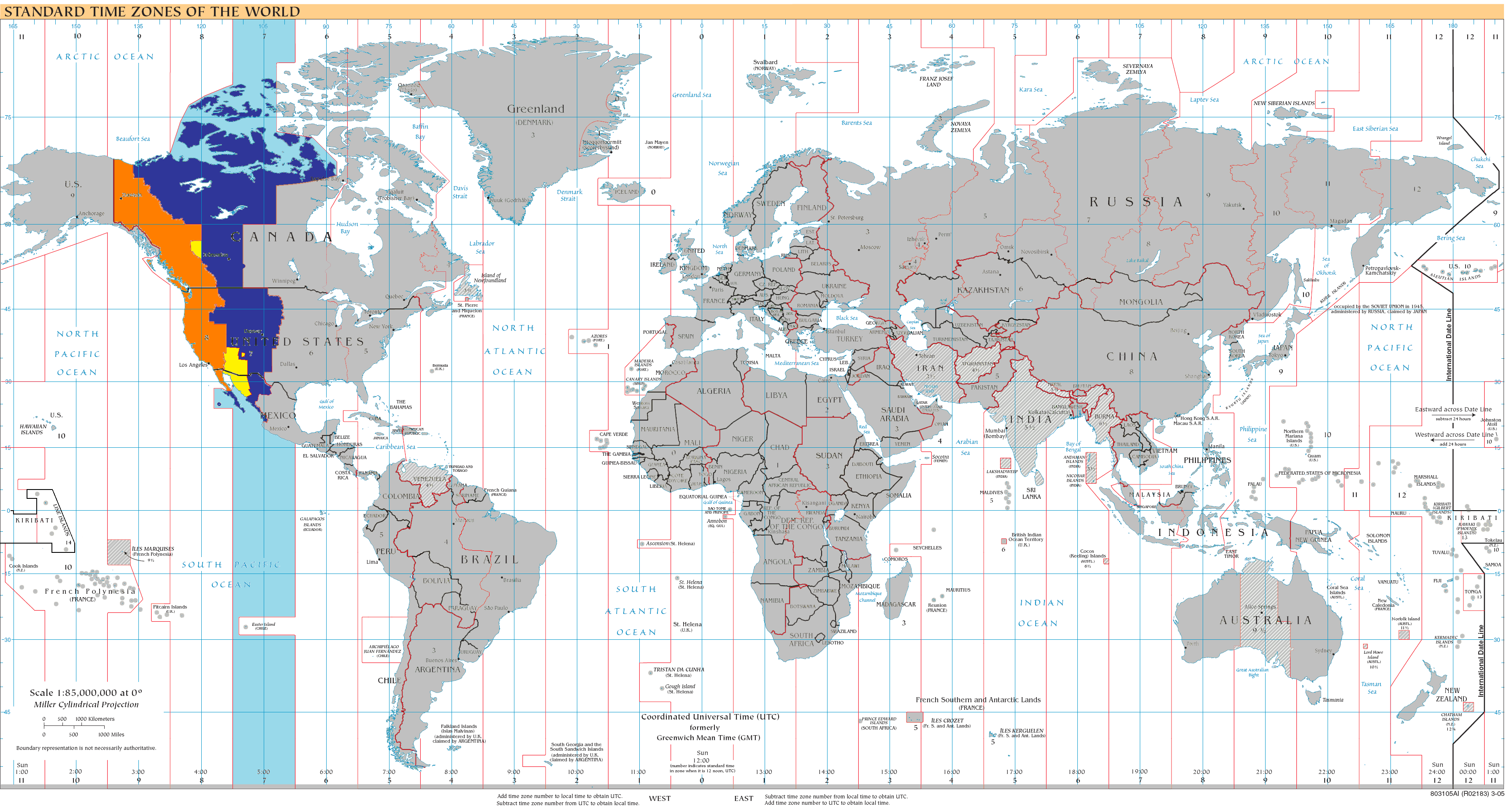
UTC−7:

UTC−7 ist eine Zonenzeit, sie hat den Längenhalbkreis 105° West als Bezugsmeridian. Auf Uhren mit dieser Zonenzeit ist es sieben Stunden früher als die koordinierte Weltzeit (UTC), acht Stunden früher als die mitteleuropäische Zeit (MEZ) und neun Stunden früher als die mitteleuropäische Sommerzeit (MESZ).
Am Meridian 105° W (−105°) wird der tägliche Sonnenhöchststand erst sieben Stunden später (7 · −15° = −105°) erreicht als am Nullmeridian.

## Geltungsbereich (ohne Sommerzeiten)
- Kanada:
  -  Alberta
  -  British Columbia (teilweise)
  -  Nordwest-Territorien mit Ausnahme von Tungsten
  -  Nunavut (teilweise)
  -  Yukon ganzjährig seit 2020

- Mexiko

-  Baja California Sur
-  Chihuahua
-  Nayarit (teilweise)
- Revillagigedo-Inseln (teilweise)
-  Sinaloa
-  Sonora

- Vereinigte Staaten:
  -  Arizona
  -  Colorado
  -  Idaho (Südhälfte)
  -  Kansas (Die sieben Counties an der Grenze zu Colorado)
  -  Montana
  -  Nebraska (westliches Drittel)
  -  Nevada (West Wendover)
  -  New Mexico
  -  North Dakota (südwestliches Viertel)
  -  South Dakota (westliche Hälfte)
  -  Oklahoma (Die Stadt Kenton)
  -  Oregon (Großteil des Malheur County)
  -  Texas (Die beiden westlichsten Counties (Hudspeth, El Paso) und ein Teil von Culberson County)
  -  Utah
  -  Wyoming